# 캄브리아

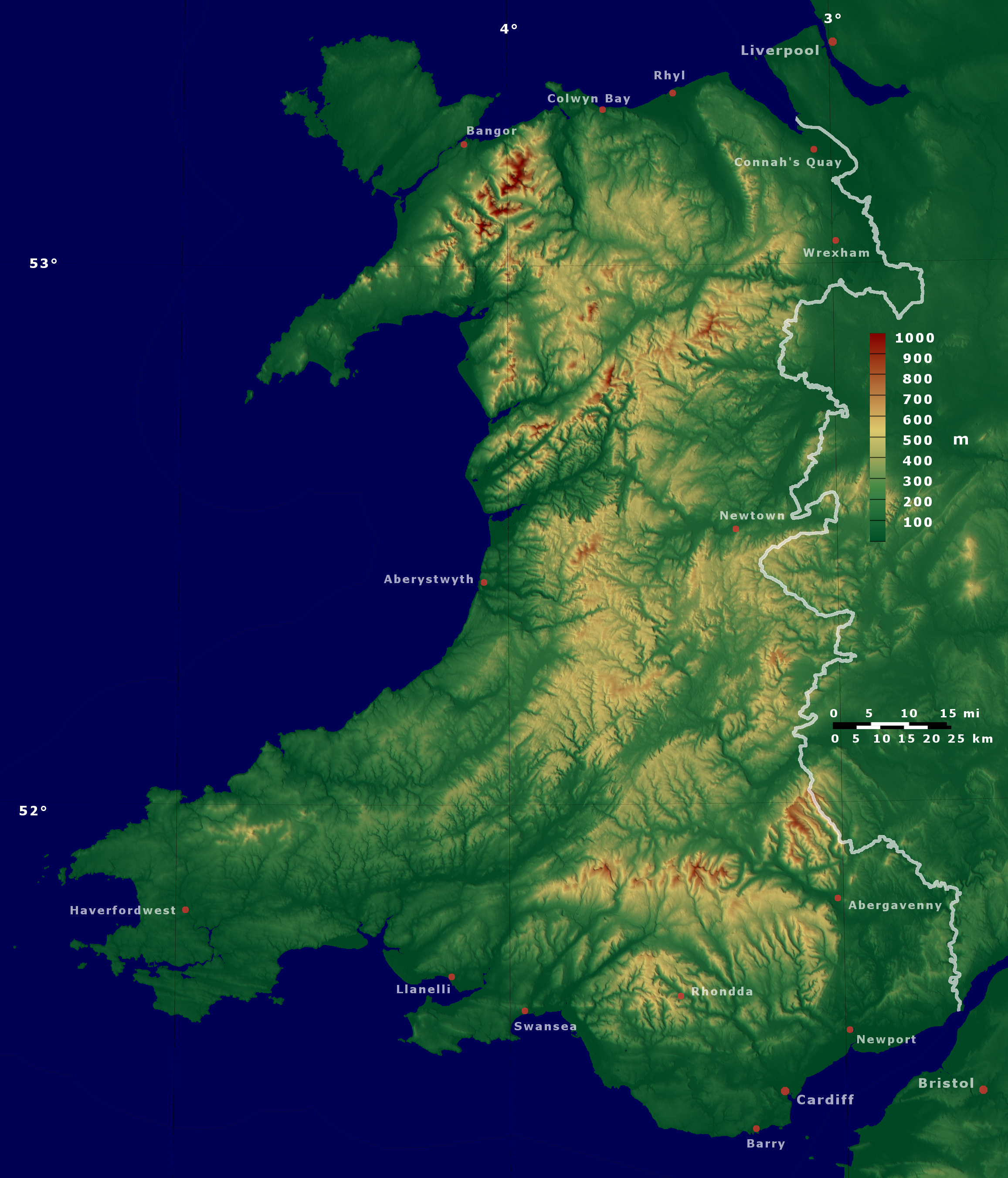

캄브리아(라틴어: Cambria)는 웨일스의 다른 이름으로, 웨일스를 가리키는 웨일스어 단어 "컴리"(Cymru)가 라틴어화된 것이다. 그러나 정작 로마 제국이 브리튼 섬을 지배할 당시에는 웨일스가 별개의 지역으로 존재하지 않았기 때문에 이런 표현은 사용되지 않았다. 캄브리아라는 말은 앵글로색슨인이 브리튼 섬에 유입된 이후인 중세에 새로이 만들어진 앵글로색슨계 왕국들(곧 잉글랜드)과 오늘날의 웨일스 지역에 잔존한 켈트계 왕국들(곧 웨일스)이 구분되기 시작하면서부터 사용되었다. 당시 서유럽 기독교 세계에서는 라틴어가 제1언어였고, 이에 따라 켈트계 지역을 가리키기 위한 말로써 캄브리아라는 말이 고안된 것이다.